# Immobilienrichtwert
Immobilienrichtwerte sind von den nordrhein-westfälischen Gutachterausschüssen für Grundstückswerte jährlich veröffentlichte Lagewerte für Immobilien, bezogen auf einen Quadratmeter Wohnfläche („Quadratmeterwerte“). Sie beinhalten sowohl den Bodenwert, als auch den Wert des aufstehenden Gebäudes und stellen somit eine Erweiterung der Bodenrichtwerte auf die Gesamtimmobilie dar. Immobilienrichtwerte werden meist für den Teilmarkt Wohnungseigentum sowie für Ein- und Zweifamilienhäuser abgeleitet und gelten jeweils innerhalb einer ausgewiesenen Richtwertzone, welche eine im Hinblick auf wertrelevante Merkmale (z. B. Baujahr, Wohnfläche etc.) möglichst homogene Bebauung aufweisen sollte. Entsprechend stehen die Immobilienrichtwerte für ein in Bezug auf diese Merkmale repräsentatives Normobjekt ihrer jeweiligen Zone. Die Immobilienrichtwerte, ihre beschreibenden Merkmale sowie die zugehörigen örtlichen Fachinformationen für die Anwendung sind auf der Webseite boris.nrw.de veröffentlicht.

## Umrechnungskoeffizienten
Da der Wert einer Immobilie i. d. R. vom Baujahr und anderen Merkmalen abhängig ist, werden für verschiedene Merkmalsausprägungen prozentuale Zu- und Abschläge bzw. Umrechnungskoeffizienten von den Gutachterausschüssen ermittelt und mit den Immobilienrichtwerten veröffentlicht. Mittels dieser Umrechnungskoeffizienten gelingt es, dass Immobilien mit verschiedenen Merkmalsausprägungen in Wertrelation zueinander gesetzt werden können.

## Datengrundlage
Wie die Bodenrichtwerte, werden auch die Immobilienrichtwerte und die zugehörigen Umrechnungskoeffizienten aus den Daten der Kaufpreissammlungen der Gutachterausschüsse, also aus tatsächlich gezahlten Kaufpreisen, abgeleitet.

## Rechtliche Grundlagen
Rechtlich gesehen stellen Immobilienrichtwerte gemäß § 38 Abs. 1 GrundWertVO NRW Vergleichsfaktoren im Sinne von § 193 Abs. 5 S. 2 Nr. 4 BauGB und § 20 ImmoWertV, wo sie als „durchschnittliche, auf eine geeignete Einheit bezogene Werte für Grundstücke mit bestimmten wertbeeinflussenden Grundstücksmerkmalen (Normobjekte)“ definiert sind, dar. Die Immobilienrichtwerte (Vergleichsfaktoren) können somit gemäß § 24 ImmoWertV mittels der Umrechnungskoeffizienten und nach Multiplikation mit der Bezugsgröße (Wohnfläche) mitunter (nach Anpassung bezgl. der konjunkturellen Entwicklung) im Vergleichswertverfahren angewendet werden, wofür jedoch eine sachverständige Würdigung weiterer objektbezogener Umstände meist unerlässlich ist.

## Anwendungsbeispiel

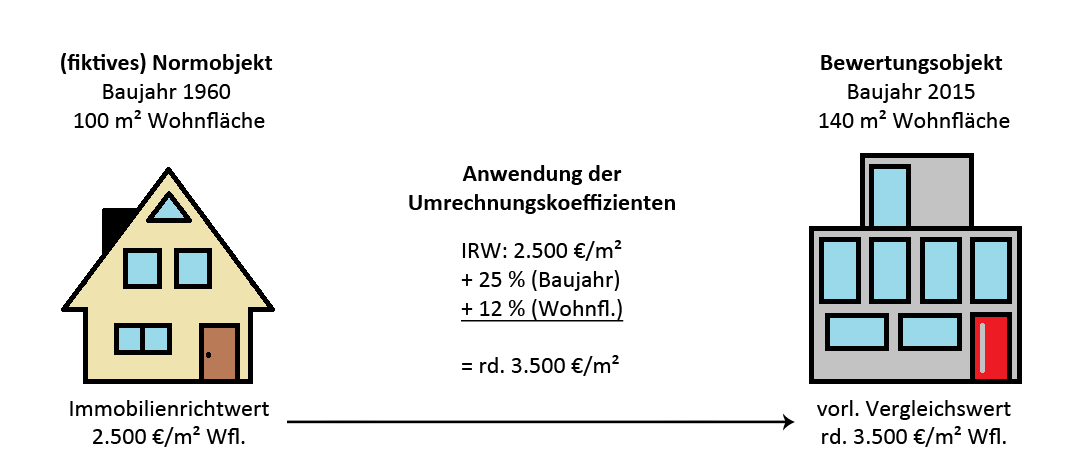
Beispielhafte Anwendung von Immobilienrichtwerten nebst zugehöriger Umrechnungskoeffizienten

Die Anwendung der Immobilienrichtwerte und ihrer zugehörigen Umrechnungskoeffizienten soll am Beispiel der nebenstehenden Abbildung verdeutlicht werden. Das zu bewertende Objekt mit 140 m² Wohnfläche stammt aus dem Jahr 2015. Für die Richtwertzone, in welcher sich dieses Bewertungsobjekt befindet, ist ein Immobilienrichtwert in Höhe von 2.500 €/m² ausgewiesen, der sich auf ein fiktives Normobjekt mit 100 m² Wohnfläche aus dem Jahr 1960 bezieht. Mittels der entsprechenden Umrechnungskoeffizienten wird der Immobilienrichtwert nun auf das Bewertungsobjekt abgestellt, sodass sich ein vorläufiger Vergleichswert in Höhe von 3.500 €/m² bzw. 3.500 €/m² × 140 m² = 490.000 € ergibt. Für diese Anwendung existiert auf BORIS.NRW ein sogenannter Immobilienpreiskalkulator, der nach Auswahl der entsprechenden Richtwertzone erscheint.
Die Immobilienrichtwerte ersetzen dabei keinesfalls ein Wertgutachten einer Immobilie, bei dem eine Ortsbesichtigung unerlässlich ist. So können Ausstattungsstandard und Modernisierungsgrad nur bedingt, etwaige Schäden oder weitergehende wertrelevante und rechtliche Aspekte meist gar nicht berücksichtigt werden. Ebenso können die Umrechnungskoeffizienten für eine sachverständige Würdigung im Einzelfall angepasst werden.

## Geschichte
Seit 1960 stellen die in § 196 Abs. 5 S. 2 Nr. 4 BauGB verankerten Bodenrichtwerte eine wichtige Grundlage der Wertermittlung in der Bundesrepublik Deutschland dar. Da sich diese auf einen Quadratmeter unbebauten Bodens beziehen, kommen für ihre Ableitung in erster Linie unbebaute Grundstücke in Frage. Insbesondere in urbanen Gebieten ist freies Bauland jedoch knapp, sodass nur wenige Verkäufe stattfinden. Diese mangelnde Datengrundlage erschwert die turnusmäßige Ermittlung der Bodenrichtwerte.
Ende der 1990er Jahre wurden in Düsseldorf unter der Ägide von Herrn Wilfried Mann erstmals Immobilienrichtwerte (damals noch unter der Bezeichnung „Marktrichtwerte“) veröffentlicht. Da diese aus Verkäufen bebauter Grundstücke abgeleitet werden, beruhen sie (insbesondere für den Teilmarkt Wohnungseigentum) i. d. R. auf einer soliden Datengrundlage.
2010 wurde durch die Arbeitsgruppe Immobilienrichtwertinformationssystem (AG IRIS) der Arbeitsgemeinschaft der Vorsitzenden der Gutachterausschüsse für Grundstückswerte in Nordrhein-Westfalen (AGVGA.NRW) ein erster Leitfaden für die Ableitung von Immobilienrichtwerten erstellt. 2019 folgte eine erste Modellbeschreibung. 2021 sind bereits etwa für die Hälfte der nordrhein-westfälischen Kreise und kreisfreien Städte Immobilienrichtwerte veröffentlicht worden. Mit Ablauf 2025 ist die Ableitung in Nordrhein-Westfalen verpflichtend (§ 58 GrundWertVO NRW).